# Terenziano Mauro
Terenziano Mauro (in latino Terentianus Maurus; fl. II secolo) è stato uno scrittore romano, noto come grammatico e teorico della metrica.

## Biografia
Terenziano Mauro visse, a quanto sembra, verso la fine del II secolo (nelle sue opere egli fa cenno a Settimio Sereno e ad Alfio Avito appartenenti alla scuola dei "poetae novelli" dell'epoca di Adriano (117–138), che dovevano essere di poco a lui anteriori). Il soprannome Mauro fa ritenere che Terenziano fosse originario della provincia della Mauretania.

## Opere
Per quello che si riesce a ricostruire, l'opera più importante di Terenziano fu il trattato in quattro libri (pervenutoci incompleto) De litteris, de syllabis, de metris ("Lettere, sillabe e metri poetici"), in cui ogni capitolo era scritto nel metro relativo.
A questo trattato in versi si ispirarono molti autori successivi di opere sullo stesso argomento. Le parti considerate più importanti sono quelle sulla metrica, che si basano sull'opera di Cesio Basso, amico di Persio. Da qui provengono le parole di Terenziano che vengono oggi più spesso citate (anche se spesso in modo erroneo), vale a dire: "Pro captu lectoris habent sua fata libelli" (Il destino degli scritti varia secondo il parere dei lettori).  Normalmente però viene citata solo la seconda parte della frase, Habent sua fata libelli, il che viene quindi di solito compreso come "ogni libro ha il suo destino".
Il testo di quest'opera comparve a stampa per la prima volta nel 1497. La ristampa che ne fece nel 1531 lo stampatore parigino Simon de Colines 1531 venne composta in un carattere tipografico Antiqua detto "Terentianus", che spesso viene erroneamente attribuito a Claude Garamond.
Un'edizione delle opere superstiti di Terenziano Mauro venne curata, nel 1836 dal grande filologo tedesco Karl Lachmann, pioniere della moderna critica del testo che da lui prese il nome ("metodo di Lachmann").